# Anastoechus neimongolanus
Anastoechus neimongolanus är en tvåvingeart som beskrevs av Du 1991. Anastoechus neimongolanus ingår i släktet Anastoechus och familjen svävflugor.
Artens utbredningsområde är Nei Mongol (Kina). Inga underarter finns listade i Catalogue of Life.